# Talsperre Kritschim
Die Talsperre Kritschim ist eine Talsperre mit Wasserkraftwerk im Oblast Plowdiw, Bulgarien. Sie staut den Watscha zu einem Stausee auf. Das zugehörige Kraftwerk hat eine installierte Leistung von 80 MW. Die Stadt Kritschim liegt ungefähr 10 km flussabwärts.
Die Talsperre ist im Besitz der Natsionalna Elektricheska Kompania EAD (NEK EAD) und wird auch von NEK EAD betrieben.

## Absperrbauwerk
Das Absperrbauwerk bildet eine Gewichtsstaumauer aus Beton mit einer Höhe von 104,5 m über der Gründungssohle. Die Länge der Mauerkrone beträgt 270 m. Die Mauerkrone liegt auf einer Höhe von 418 m über dem Meeresspiegel.
Die Staumauer verfügt sowohl über einen Grundablass als auch über eine Hochwasserentlastung mit drei Toren. Über den Grundablass können maximal 68 m³/s abgeführt werden, über die Hochwasserentlastung maximal 2060 m³/s. Das Bemessungshochwasser liegt bei 2774 m³/s; die Wahrscheinlichkeit für das Auftreten dieses Ereignisses wurde mit einmal in 1000 Jahren bestimmt.

## Stausee
Beim normalen Stauziel von 412 m (max. 418 m bei Hochwasser) erstreckt sich der Stausee über eine Fläche von rund 0,8 km² und fasst 20,26 Mio. m³ Wasser. Das minimale Stauziel, bis zu dem die Stromerzeugung noch möglich ist, liegt bei 392 m.

## Kraftwerk
Das Kraftwerk befindet sich ungefähr 500 m flussabwärts der Talsperre am linken Ufer des Watscha. Es ging 1972 in Betrieb und dient zur Abdeckung der Spitzenlast. Das Kraftwerk verfügt über eine installierte Leistung von 80 MW. Die durchschnittliche Jahreserzeugung liegt bei 256 Mio. kWh. Die zwei Francis-Turbinen des Kraftwerks leisten jede maximal 40 MW. Die Fallhöhe beträgt 172 m.